# Vast (entreprise)
Vast (également appelé Vast Space) est une entreprise du secteur spatial américaine privée dont le siège est à Long Beach, en Californie. Elle a été fondée en 2021 par l'entrepreneur Jed McCaleb (en) dans le but de développer des stations spatiales à gravité artificielle pour « étendre l'humanité au-delà du système solaire ».

## Historique
Fondée en 2021, Vast a été « officiellement » lancée en septembre 2022 avec pour mission de développer les premières stations spatiales à gravité artificielle au monde. Cela a été suivi d'une annonce en janvier 2023 visant à déplacer son siège social d'El Segundo, en Californie, vers une installation nouvellement construite de 10 700 m2 à Long Beach,. La nouvelle installation, située dans le Globemaster Corridor Specific Plan (« plan spécifique du corridor Globemaster », site d'une ancienne usine d'avions) de la ville, prévoit également d'héberger les opérations de fabrication de l'entreprise.
Peu de temps après, en février 2023, Vast a annoncé l'acquisition, comprenant les actifs, les produits et les employés, de Launcher, une startup spatiale basée à Hawthorne, son fondateur et PDG Max Haot devenant président de Vast,. De plus, les anciennes opérations de Launcher telles que le développement de son moteur E-2 et de son remorqueur spatial Orbiter se poursuivraient au sein de Vast, avec un début de déploiement prévu à l'été 2023,.
En mai 2023, Vast a annoncé qu'elle s'était associée à SpaceX d'Elon Musk pour lancer sa première station spatiale mono-module appelée Haven-1 à bord d'une fusée Falcon 9 au plus tôt en août 2025. Un vol habité desservant Haven-1, à l'aide d'une capsule Crew Dragon, appelé Vast-1 (en), devant être lancé peu de temps après la mise en orbite de la station, est dévoilé. Vast prévoit de vendre les quatre sièges à bord du Crew Dragon. L'équipage doit ensuite recevoir une formation de SpaceX en vue de la mission Vast-1.
Le 12 juin 2023, Vast a commencé sa mission SN3 en lançant le remorqueur spatial Orbiter à bord d'une fusée Falcon 9 dans le cadre de la mission Transporter-8. Orbiter était attaché au satellite Otter Pup de Starfish Space et allait s'en séparer dans les mois suivants. Cependant, le 21 juin, le président de Vast, Max Haot, a déclaré qu'Orbiter SN3 tournait sur lui-même « de manière incorrecte » à 60 tr/min. En conséquence, ils ont choisi de déployer immédiatement toutes les petites charges utiles à bord et ont ensuite déclaré que la mission principale d'Otter Pup ne pouvait pas être accomplie,. L'échec du SN3 a fait repousser la mission Orbiter SN5 de l'automne 2023 à février 2024,. Finalement, le programme Orbiter a été annulé et aucun autre lancement n'a eu lieu.
Peu de temps après le début de la mission SN3, Vast a reçu un accord Collaborations for Commercial Space Capabilities-2 (CCSC-2, « collaboration pour les capacités spatiales commerciales ») de la NASA pour aider à développer des stations à gravité artificielle quelques jours plus tard. Bien que l'accord n'ait pas fourni à Vast des fonds gouvernementaux, il lui a fourni une expertise technique, des évaluations, des données, etc.. Peu de temps après, Vast a annoncé qu'elle avait choisi Impulse Space pour développer le système de propulsion de Haven-1.
Le 11 juillet 2023, Vast a annoncé avoir embauché l'ancien astronaute de la NASA Garrett Reisman pour conseiller l'entreprise sur ses efforts en matière de station spatiale commerciale. Quelques semaines plus tard, Vast a annoncé que Jeb McCaleb démissionnerait de son rôle de PDG et que Max Haot lui succéderait à ce poste. Vast a également annoncé qu'elle avait embauché Alex Hudson pour être son premier CTO. En décembre, Vast a embauché Andrew Feustel, un autre ancien astronaute de la NASA, comme deuxième conseiller sur les vols spatiaux habités.
Début 2024, Vast annonce vouloir suivre la même voie qu'Axiom Space en demandant à pouvoir effectuer deux missions habitées privées vers l'ISS. Les missions effectuées par Axiom Space avec des Crew Dragon de SpaceX ont permis à l'entreprise d'acquérir des compétentes et une expérience afin de préparer sa future station.
En avril 2024, Vast annonce utiliser des terminaux Starlink pour les communications de sa station Haven-1.
En juin 2024, Vast signe un mémorandum d'entente avec l'Agence spatiale européenne, envisageant l'accès à ses futures stations aux membre de l'agence.
En juin 2024, Vast attribue à The Exploration Company une mission de ravitaillement en fret de sa station spatiale privée Haven-2.

## Produits

### Moteurs-fusées
À la suite de l'acquisition de Launcher, le développement de son moteur-fusée E-2 s'est poursuivi au sein de Vast. Le moteur E-2 est un moteur-fusée à ergols liquides à combustion étagée construit par impression 3D. Initialement destiné à être utilisé pour Light, le lanceur léger de Launcher, dont le développement a été abandonné, le moteur-fusée E-2 est maintenant prévu pour être utilisé aux côtés du remorqueur spatial Orbiter.

### Orbiter
Orbiter est un remorqueur spatial capable d'approcher/de quitter un engin spatial et de transporter une charge utile, qui utilise de l'éthane et du protoxyde d'azote comme ergols, et peut être utilisé comme étage supérieur de lanceur. Orbiter était initialement prévu pour être utilisé comme troisième étage de la fusée Light de Launcher, mais le développement de ce lanceur a été abandonné après l'acquisition de Launcher par Vast. Cependant, le développement d'Orbiter s'est poursuivi au sein de Vast. De plus, les missions de Launcher impliquant Orbiter – telles que SN3 – ont été poursuivies par Vast. Vast prévoit de lancer un total de 6 remorqueurs spatiaux de 2023 à 2025, la mission SN3 ayant été lancée le 12 juin 2023 et le SN5 initialement prévu pour être lancé en octobre sur une mission de covoiturage SpaceX,. Cependant, à la suite de l'échec de SN3, la mission SN5 a été retardée jusqu'en février 2024 puis le programme a été annulé. Au-delà des missions Orbiter, Vast prévoit d'utiliser le remorqueur spatial pour « aider à tester les systèmes clés » pour la conception de sa station Haven-1 qui « finirait par devenir une véritable station spatiale habitable ». Vast construit également des prototypes pour les sous-systèmes clés de Haven-1, tels que l'avionique et la propulsion, basés sur les remorqueurs spatiaux Orbiter.

### Haven-1
Haven-1 est une station spatiale en orbite terrestre basse actuellement développée par Vast. La station spatiale devrait être une station à apesanteur, avec des expériences de gravité artificielle dans le but d'imiter la gravité que l'on subirait sur la Lune. Il est prévu que la station soit envoyée dans l'espace au plus tôt en août 2025 à bord d'une fusée Falcon 9 de SpaceX. Peu de temps après, Vast prévoit alors de lancer un équipage de quatre personnes à bord d'un vaisseau spatial Crew Dragon sur la mission Vast-1 (en) pour un séjour n'excédant pas 30 jours. Haven-1 devrait accueillir trois autres missions de 30 jours.
Avec l'amarrage d'un vaisseau spatial Dragon, Haven-1 serait capable de soutenir des missions de quatre personnes avec des installations de communication 24h/24 et 7j/7, ayant à disposition jusqu'à 1 000 watts de puissance, jusqu'à 150 kg de masse de fret préchargée, ainsi que des activités scientifiques et de recherche, et des opportunités de fabrication dans l'espace jusqu'à 30 jours. Haven-1 prévoit également d'être en mesure d'offrir une variété d'équipements et d'installations aux clients payants, comme avoir à bord un grand dôme de fenêtre pour la photographie et la vue extérieure (semblable à celui d'Inspiration4, inspiré de la Cupola), une connexion Internet permanente via le Wi-Fi à bord, des salles de repos et plus,.
Le système de propulsion de Haven-1 est construit et fourni par Impulse Space. Le système de propulsion doit utiliser une combinaison d'ergols non toxiques stockables, de l'éthane et du protoxyde d'azote, et des moteurs Saiph comme moteurs du Reaction Control System.

### Futur
La station spatiale Haven-1 est un prototype de modèles beaucoup plus grands. Vast prévoit d'abord de l'agrandir en la connectant à d'autres modules. Ensuite, l'entreprise prévoit de développer un module au gabarit Starship (7 m de diamètre), appelé « module de classe Starship », qui pourrait être opérationnel dès 2028. L'entreprise prévoit ensuite d'assembler une station spatiale à gravité artificielle sous forme d'un « bâton tournant » de 110 mètres de long constitué de sept modules amarrés entre eux, puis une « flotte de stations proliférées » en forme de roue tournant sur elle-même dans les années 2040,,.
Finalement, Haven-1 ne sera pas agrandie après les quatre séjours prévus. En effet, en octobre 2024, Vast présente sa seconde station spatiale, Haven-2, qui doit aussi être constituée de modules du même diamètre que Haven-1 mais allongés de cinq mètres pour atteindre un volume deux fois supérieur et nécessitant une Falcon Heavy pour leur lancement. Dans une première phase, quatre modules de ce type seront assemblés en ligne puis un nouveau module de sept mètres de diamètre, lancé par un Starship, servira de module central : les quatre premiers modules seront ré-amarrés en croix dessus puis rejoints par quatre autres modules de même gabarit à chacune de leur extrémité libre. Une grande coupole de 3.8 mètres de diamètre, un sas, un bras robotique, une palette de charges utiles externes et un petit sas, tous deux similaires à ceux du module Kibo de l’ISS, sont prévus. Cette proposition de station spatiale sera soumise au programme Commercial LEO Destinations de la NASA.

## Implantations
Basée à l'origine à El Segundo, Vast a déménagé son siège social dans des locaux nouvellement construits de 10 700 m2 à Long Beach, en Californie. L'installation héberge une grande partie des opérations de fabrication et la direction de Vast.
Vast possède également 2 300 m2 supplémentaires de terrain grâce à son acquisition de Launcher, Vast ayant hérité de l'ancien siège social de Launcher basé à Hawthorne, en Californie.